# Mulenbergija
Mulenbergija (lat. Muhlenbergia) je biljni rod iz porodice trava smješten u vlastiti podtribus Muhlenbergiinae, dio tribusa Cynodonteae.
Rod je raširen po obje Amerike i od Afganistana i Pakistana kroz Aziju do pacifičke obale, uključujući i Japan, te na jug do Nove Gvineje, Sumatre i Jave. neke vrste uivezene su u Italiju, Austriju, Španjolsku i na Kavkaz.

## Vrste
1. Muhlenbergia aguascalientensis Y.Herrera & De la Cerda
2. Muhlenbergia alamosae Vasey
3. Muhlenbergia alopecuroides (Griseb.) P.M.Peterson & Columbus
4. Muhlenbergia andina (Nutt.) Hitchc.
5. Muhlenbergia × angustata (J.Presl) Kunth
6. Muhlenbergia annua (Vasey) Swallen
7. Muhlenbergia appressa Goodd.
8. Muhlenbergia arenacea (Buckley) Hitchc.
9. Muhlenbergia arenicola Buckley
10. Muhlenbergia argentea Vasey
11. Muhlenbergia arizonica Scribn.
12. Muhlenbergia arsenei Hitchc.
13. Muhlenbergia articulata Scribn.
14. Muhlenbergia asperifolia (Nees & Meyen ex Trin.) Parodi
15. Muhlenbergia atacamensis Parodi
16. Muhlenbergia aurea Swallen
17. Muhlenbergia beyrichiana Kunth
18. Muhlenbergia biloba Hitchc.
19. Muhlenbergia brandegeei C.Reeder
20. Muhlenbergia brevifolia Scribn. ex Beal
21. Muhlenbergia breviligula Hitchc.
22. Muhlenbergia brevis Goodd.
23. Muhlenbergia breviseta E.Fourn.
24. Muhlenbergia brevivaginata Swallen
25. Muhlenbergia bryophilus (Döll) P.M.Peterson
26. Muhlenbergia bushii R.W.Pohl
27. Muhlenbergia californica Vasey
28. Muhlenbergia capillaris (Lam.) Trin.
29. Muhlenbergia capillipes (M.E.Jones) P.M.Peterson & Annable
30. Muhlenbergia caxamarcensis Laegaard & Sánchez Vega
31. Muhlenbergia cenchroides (Humb. & Bonpl. ex Willd.) P.M.Peterson
32. Muhlenbergia ciliata (Kunth) Kunth
33. Muhlenbergia coerulea (Griseb.) Mez
34. Muhlenbergia crispiseta Hitchc.
35. Muhlenbergia cualensis Y.Herrera & P.M.Peterson
36. Muhlenbergia curtifolia Scribn.
37. Muhlenbergia curtisetosa (Scribn.) Bush
38. Muhlenbergia curviaristata (Ohwi) Ohwi
39. Muhlenbergia cuspidata (Torr. ex Hook.) Rydb.
40. Muhlenbergia decumbens Swallen
41. Muhlenbergia depauperata Scribn.
42. Muhlenbergia diandra (R.W.Pohl) P.M.Peterson
43. Muhlenbergia distichophylla (J.Presl) Kunth
44. Muhlenbergia diversiglumis Trin.
45. Muhlenbergia dubia E.Fourn.
46. Muhlenbergia dumosa Scribn. ex Vasey
47. Muhlenbergia durangensis Y.Herrera
48. Muhlenbergia duthieana Hack.
49. Muhlenbergia elongata Scribn. ex Beal
50. Muhlenbergia eludens C.Reeder
51. Muhlenbergia emersleyi Vasey
52. Muhlenbergia eriophylla Swallen
53. Muhlenbergia expansa (Poir.) Trin.
54. Muhlenbergia fastigiata (J.Presl) Henrard
55. Muhlenbergia filiculmis Vasey
56. Muhlenbergia filiformis (Thurb.) Rydb.
57. Muhlenbergia flabellata Mez
58. Muhlenbergia flavida Vasey
59. Muhlenbergia flaviseta Scribn.
60. Muhlenbergia flexuosa Hitchc.
61. Muhlenbergia fragilis Swallen
62. Muhlenbergia frondosa (Poir.) Fernald
63. Muhlenbergia gigantea (E.Fourn.) Hitchc.
64. Muhlenbergia glabrifloris Scribn.
65. Muhlenbergia glauca (Nees) Mez
66. Muhlenbergia glomerata (Willd.) Trin.
67. Muhlenbergia grandis Vasey
68. Muhlenbergia gypsophila C.Reeder & Reeder
69. Muhlenbergia hakonensis (Hack.) Makino
70. Muhlenbergia himalayensis Hack. ex Hook.f.
71. Muhlenbergia hintonii Swallen
72. Muhlenbergia huegelii Trin.
73. Muhlenbergia implicata (Kunth) Trin.
74. Muhlenbergia inaequalis Soderstr.
75. Muhlenbergia involuta Swallen
76. Muhlenbergia iridifolia Soderstr.
77. Muhlenbergia jaime-hintonii P.M.Peterson & Valdés-Reyna
78. Muhlenbergia jaliscana Swallen
79. Muhlenbergia japonica Steud.
80. Muhlenbergia jonesii (Vasey) Hitchc.
81. Muhlenbergia laxa Hitchc.
82. Muhlenbergia lehmanniana Henrard
83. Muhlenbergia ligularis (Hack.) Hitchc.
84. Muhlenbergia ligulata (E.Fourn.) Scribn. & Merr.
85. Muhlenbergia lindheimeri Hitchc.
86. Muhlenbergia longiglumis Vasey
87. Muhlenbergia longiligula Hitchc.
88. Muhlenbergia lucida Swallen
89. Muhlenbergia macroura (Kunth) Hitchc.
90. Muhlenbergia majalcensis P.M.Peterson
91. Muhlenbergia maxima Laegaard & Sánchez Vega
92. Muhlenbergia mexicana (L.) Trin.
93. Muhlenbergia michisensis Y.Herrera & P.M.Peterson
94. Muhlenbergia microsperma (DC.) Kunth
95. Muhlenbergia minutissima (Steud.) Swallen
96. Muhlenbergia monandra Alegría & Rúgolo
97. Muhlenbergia montana (Nutt.) Hitchc.
98. Muhlenbergia mucronata (Kunth) Trin.
99. Muhlenbergia multiflora Columbus
100. Muhlenbergia mutica (Rupr. ex Galeotti) Hitchc.
101. Muhlenbergia nigra Hitchc.
102. Muhlenbergia orophila Swallen
103. Muhlenbergia palmeri Vasey
104. Muhlenbergia palmirensis Grignon & Laegaard
105. Muhlenbergia paniculata (Nutt.) P.M.Peterson
106. Muhlenbergia pauciflora Buckley
107. Muhlenbergia pectinata Goodd.
108. Muhlenbergia pereilema P.M.Peterson
109. Muhlenbergia peruviana (P.Beauv.) Steud.
110. Muhlenbergia phalaroides (Kunth) P.M.Peterson
111. Muhlenbergia phleoides (Kunth) P.M.Peterson
112. Muhlenbergia pilosa P.M.Peterson, Wipff & S.D.Jones
113. Muhlenbergia plumbea (Trin.) Hitchc.
114. Muhlenbergia plumiseta Columbus
115. Muhlenbergia polycaulis Scribn.
116. Muhlenbergia porteri Scribn.
117. Muhlenbergia pubescens (Kunth) Hitchc.
118. Muhlenbergia pubigluma Swallen
119. Muhlenbergia pungens Thurb.
120. Muhlenbergia purpusii Mez
121. Muhlenbergia quadridentata (Kunth) Trin.
122. Muhlenbergia racemosa (Michx.) Britton, Sterns & Poggenb.
123. Muhlenbergia rakhchamensis Arum., G.V.S.Murthy & V.J.Nair
124. Muhlenbergia ramosa (Hack.) Makino
125. Muhlenbergia ramulosa (Kunth) Swallen
126. Muhlenbergia reederorum Soderstr.
127. Muhlenbergia repens (J.Presl) Hitchc.
128. Muhlenbergia reverchonii Vasey & Scribn.
129. Muhlenbergia richardsonis (Trin.) Rydb.
130. Muhlenbergia rigens (Benth.) Hitchc.
131. Muhlenbergia rigida (Kunth) Kunth
132. Muhlenbergia robusta (E.Fourn.) Hitchc.
133. Muhlenbergia romaschenkoi P.M.Peterson
134. Muhlenbergia schmitzii Hack.
135. Muhlenbergia schreberi J.F.Gmel.
136. Muhlenbergia scoparia Vasey
137. Muhlenbergia seatonii Scribn.
138. Muhlenbergia sericea (Michx.) P.M.Peterson
139. Muhlenbergia setarioides E.Fourn.
140. Muhlenbergia setifolia Vasey
141. Muhlenbergia shepherdii (Vasey) Swallen
142. Muhlenbergia sinuosa Swallen
143. Muhlenbergia sobolifera (Muhl. ex Willd.) Trin.
144. Muhlenbergia solisii (G.A.Levin) P.M.Peterson
145. Muhlenbergia spatha Columbus
146. Muhlenbergia speciosa Vasey
147. Muhlenbergia spiciformis Trin.
148. Muhlenbergia straminea Hitchc.
149. Muhlenbergia stricta (J.Presl) Kunth
150. Muhlenbergia strictior Beal
151. Muhlenbergia subaristata Swallen
152. Muhlenbergia subbiflora Hitchc.
153. Muhlenbergia sylvatica Torr.
154. Muhlenbergia tarahumara P.M.Peterson & Columbus
155. Muhlenbergia tenella (Kunth) Trin.
156. Muhlenbergia tenuiflora (Willd.) Britton, Sterns & Poggenb.
157. Muhlenbergia tenuifolia (Kunth) Kunth
158. Muhlenbergia tenuissima (J.Presl) Kunth
159. Muhlenbergia texana Buckley
160. Muhlenbergia thurberi (Scribn.) Rydb.
161. Muhlenbergia torreyana (Schult.) Hitchc.
162. Muhlenbergia torreyi (Kunth) Hitchc. ex Bush
163. Muhlenbergia tricholepis (Torr.) P.M.Peterson
164. Muhlenbergia trifida Hack.
165. Muhlenbergia uniflora (Muhl.) Fernald
166. Muhlenbergia uniseta (Lag.) Columbus
167. Muhlenbergia utilis (Torr.) Hitchc.
168. Muhlenbergia vaginata Swallen
169. Muhlenbergia venezuelae Luces
170. Muhlenbergia versicolor Swallen
171. Muhlenbergia villiflora Hitchc.
172. Muhlenbergia virescens (Kunth) Kunth
173. Muhlenbergia virletii (E.Fourn.) Soderstr.
174. Muhlenbergia watsoniana Hitchc.
175. Muhlenbergia wrightii Vasey ex J.M.Coult.
176. Muhlenbergia xanthodas Soderstr.